# Kolcsó
Kolcsó (szlovákul: Klčov, németül: Koltsch) község Szlovákiában, az Eperjesi kerület Lőcsei járásában.

## Fekvése
Lőcsétől 6 km-re délkeletre fekszik.

## Nevének eredete
Neve a szláv klčiti (= irtani) igéből származik.

## Története
A régészeti leletek tanúsága szerint a község területén már 3000 évvel ezelőtt éltek emberek. A falu délnyugati határában kelta női karperec került elő, de találtak itt számos a 10. századból származó cserépmaradványt is.
A település a 13. században Roskovány és Dolyán határában keletkezett. 1258-ban „villa Kulchuan” néven IV. Béla király oklevelében említik először. A továbbiakban 1263-ban „Kulcfiua”, 1282-ben „Kulchuwan”, 1360-ban „Kis Kotchwan” néven szerepel az írott forrásokban. A 14. századtól a 16. századig a vágsziklási karthauzi kolostor faluja volt, majd a szepesi káptalan birtoka lett és 1848-ig az is maradt. 1787-ben 36 házában 238 lakosa volt.
A 18. század végén Vályi András így ír róla: „KOLCSOVA. Kolacsko, Koles. Tót falu Szepes Vármegy. földes Ura a’ Tudományi Kincstár, az előtt a’ Lőcsei Jésovita Atyák’ birtokok vala, fekszik Szepes Várallyához nem meszsze, mellynek filiája, határbéli földgye jó, fája nem igen van elég.”
1828-ban 49 háza és 365 lakosa volt. Lakói főként földműveléssel foglalkoztak, a falut a bíró és két esküdt irányította.
Fényes Elek 1851-ben kiadott geográfiai szótárában így ír a faluról: „Kolcsva, Szepes vármegyében, tót falu, Görgő fil. 362 kath., 2 evang. lak. F. u. az alapitványi kincstár.”
1914-ben majdnem az egész falu leégett. A trianoni diktátum előtt Szepes vármegye Lőcsei járásához tartozott.

## Népessége
| Év:            | 1994. | 2004.   | 2014.    | 2024.   |
| -------------- | ----- | ------- | -------- | ------- |
| Emberek száma: | 530   | 563     | 636      | 665     |
| Eltérés:       |       | +6,22 % | +12,96 % | +4,55 % |

| Év:            | 2023. | 2024.   |
| -------------- | ----- | ------- |
| Emberek száma: | 653   | 665     |
| Eltérés:       |       | +1,83 % |

1910-ben 356, túlnyomórészt szlovák lakosa volt.
2001-ben 564 lakosából 560 szlovák volt.
2011-ben 597 lakosából 579 szlovák.

## Nevezetességei
- A Kisboldogasszony tiszteletére szentelt, római katolikus temploma 1809-ben épült a korábbi templom helyett, melyből megmaradt a késő gótikus szárnyas oltár, és a reneszánsz-barokk berendezés nagy része. Tornya 1890-ben épült.